# Heinz M. Goldmann
Heinz M. Goldmann (1919) é um empresário estadunidense. Instruiu mais de 180.000 dirigentes, equipes de pessoal e vendedores de dezesseis países europeus e americanos. É o conselheiro de vendas de grandes empresas mundialmente conhecidas, tais como: Air France, Bayer, Bosch, Deutsche Bank, Fiat, Geigy, General Motors, Krupp, Lufthansa, Mercedes, Nestlé, Olivetti, L'Oréal, Philips, Total, Unilever, Volkswagen etc.